# Pardelkatten
De pardelkatten (Leopardus) zijn een geslacht van de familie van de katachtigen (Felidae). Deze kattensoorten komen voor in Zuid-Amerika.

## Soorten
Het geslacht omvat de volgende soorten:
- Pardelkatten (Leopardus)
  - Leopardus braccatus – Pantanalkat
  - Leopardus colocola – Colocolokat of colocolo
  - Leopardus fasciatus
  - Leopardus garleppi
  - Leopardus geoffroyi – Geoffroykat
  - Leopardus guigna – Nachtkat of kodkod
  - Leopardus guttulus
  - Leopardus jacobita – Bergkat of Andeskat
  - Leopardus narinensis
  - Leopardus pajeros – Pampakat
  - Leopardus pardalis – Ocelot
  - Leopardus pardinoides
  - Leopardus tigrinus – Tijgerkat of oncilla
  - Leopardus wiedii – Margay

DNA-onderzoek heeft uitgewezen dat de katachtigen uit de geslachten Oncifelis en Oreailurus eveneens tot het geslacht Leopardus gerekend dienen te worden.